# Dekeidoryxis
Dekeidoryxis là một chi bướm đêm thuộc họ Gracillariidae.

## Các loài
- Dekeidoryxis asynacta (Meyrick, 1918)
- Dekeidoryxis khooi Kumata, 1989
- Dekeidoryxis maesae Kumata, 1989